# Whiting (Vermont)
Whiting és una població dels Estats Units a l'estat de Vermont. Segons el cens del 2000 tenia 380 habitants.

## Demografia
Segons el cens del 2000, Whiting tenia 380 habitants, 155 habitatges, i 101 famílies. La densitat de població era de 10,7 habitants per km².
Dels 155 habitatges en un 31% hi vivien nens de menys de 18 anys, en un 52,9% hi vivien parelles casades, en un 5,8% dones solteres, i en un 34,8% no eren unitats familiars. En el 24,5% dels habitatges hi vivien persones soles el 9,7% de les quals corresponia a persones de 65 anys o més que vivien soles. El nombre mitjà de persones vivint en cada habitatge era de 2,45 i el nombre mitjà de persones que vivien en cada família era de 2,96.
Per edats la població es repartia de la següent manera: un 23,4% tenia menys de 18 anys, un 7,9% entre 18 i 24, un 31,6% entre 25 i 44, un 24,7% de 45 a 60 i un 12,4% 65 anys o més.
L'edat mediana era de 39 anys. Per cada 100 dones de 18 o més anys hi havia 104,9 homes.
La renda mediana per habitatge era de 31.985 $ i la renda mediana per família de 41.250 $. Els homes tenien una renda mediana de 26.250 $ mentre que les dones 26.563 $. La renda per capita de la població era de 20.101 $. Entorn del 3,8% de les famílies i el 4,7% de la població estaven per davall del llindar de pobresa.